# Бельвілл (Пенсільванія)
Бельвілл (англ. Belleville) — переписна місцевість (CDP) в США, в окрузі Міффлін штату Пенсільванія. Населення — 1947 осіб (2020).

## Географія
Бельвілл розташований за координатами 40°36′24″ пн. ш. 77°43′11″ зх. д. / 40.60667° пн. ш. 77.71972° зх. д. (40.606583, -77.719782).  За даними Бюро перепису населення США в 2010 році переписна місцевість мала площу 5,17 км², з яких 5,17 км² — суходіл та 0,00 км² — водойми.

## Демографія
Згідно з переписом 2010 року, у переписній місцевості мешкало 1827 осіб у 792 домогосподарствах у складі 496 родин. Густота населення становила 353 особи/км².  Було 838 помешкань (162/км²).
Расовий склад населення:
| - 99,1 % — білих - 0,1 % — корінних американців - 0,1 % — чорних або афроамериканців |

До двох чи більше рас належало 0,4 %. Частка іспаномовних становила 1,6 % від усіх жителів.
За віковим діапазоном населення розподілялося таким чином: 17,7 % — особи молодші 18 років, 45,6 % — особи у віці 18—64 років, 36,7 % — особи у віці 65 років та старші. Медіана віку мешканця становила 54,4 року. На 100 осіб жіночої статі у переписній місцевості припадало 84,2 чоловіків;  на 100 жінок у віці від 18 років та старших — 78,7 чоловіків також старших 18 років.
Середній дохід на одне домашнє господарство  становив 52 360 доларів США (медіана — 38 656), а середній дохід на одну сім'ю — 73 683 долари (медіана — 55 781). Медіана доходів становила 43 787 доларів для чоловіків та 30 144 долари для жінок. За межею бідності перебувало 9,3 % осіб, у тому числі 6,3 % дітей у віці до 18 років та 5,9 % осіб у віці 65 років та старших.
Цивільне працевлаштоване населення становило 717 осіб. Основні галузі зайнятості: освіта, охорона здоров'я та соціальна допомога — 31,1 %, будівництво — 14,2 %, виробництво — 9,9 %, науковці, спеціалісти, менеджери — 9,5 %.